# Encrenca
Encrenca foi um programa de televisão dominical brasileiro, transmitido pela RedeTV! entre 29 de junho de 2014 e 21 de maio de 2023. Foi a versão televisiva do programa radiofônico Quem Não Faz, Toma, da 89 FM A Rádio Rock.

## História
Por mais de 7 anos, a atração foi apresentada por Tatola Godas, Dennys Motta, Ricardinho Mendonça e Ângelo Campos, com direção de Ricardo de Barros, que já teve experiências com formatos vindos do rádio, como o Pânico na TV. Neste período, a atração foi a maior audiência da casa, chegando a marcar 7 pontos. Em setembro de 2019, o programa passou a fazer parte do catálogo da Endemol Shine Brasil. Em 20 de setembro de 2021, foi anunciada a saída do quarteto Tatola, Dennys, Ricardinho e Ângelo, culminando numa reformulação do programa. A última edição com o elenco original foi exibida no dia 26 de setembro de 2021.
Em 3 de outubro de 2021, o Encrenca estreou seu novo formato, com apresentação de Viny Vieira, Júlio Cocielo, Victor Sarro, Fernanda Keulla e Caio Pericinoto, com direção de João Kléber e Rafael Paladia. Em 29 de novembro, Julio Piconi, ex-MTV, TV Globo e RecordTV, assumiu a direção geral do programa no lugar de João e Rafael.
No começo de 2022, devido à baixa audiência da segunda fase do programa, com várias derrotas para o Perrengue na Band (comandado justamente pelos apresentadores originais do Encrenca, e com o mesmo formato) e problemas nos bastidores, a RedeTV! determinou o fim do humorístico, o que foi negado depois pela emissora. Mesmo assim, foram anunciadas as saídas de 3 dos 5 integrantes da segunda fase, que eram Caio Pericinoto, Júlio Cocielo e Victor Sarro (estes dois últimos permaneceram no Galera Esporte Clube). No dia 22 de fevereiro, foram anunciadas as saídas de Viny Vieira e Fernanda Keulla do programa, sendo que os dois permaneceram na emissora, com novos projetos, sendo substituídos por novos apresentadores.
No dia 27 de março, a atração ganhou uma nova formação, a terceira desde a estreia, além de cenário e quadros novos. A atração passou a ser comandada por Marcelo Barbur, conhecido como Beby, apresentador do programa Chupim, na Metropolitana FM, com as presenças do humorista Guilherme Ribeiro, mais conhecido como Tokinho, da cantora Gretchen e da socialite Narcisa Tamborindeguy. Também teve as presenças dos colegas de Beby na rádio, Fernando Barthô Xavier e Amanda Barbie Bello.
No dia 11 de maio, foram anunciadas as saídas do programa de Gretchen, Narcisa Tamborindeguy e Tokinho. Os motivos foram a baixa audiência, que persistiu desde a saída da primeira formação do programa e a troca de direção da emissora. Marcelo Barbur ficou sozinho na atração, junto de Barthô e Barbie.
No dia 6 de junho, Julio Piconi deixou de ser diretor-geral da atração, após 9 meses, em nova mudança no programa, que sofria com baixa audiência. Um dia depois (7 de junho), foi anunciado que Marcelo Nascimento, ex-diretor do Superpop e Pânico na Band, seria o novo diretor da atração.
Em 15 de dezembro, devido à baixa audiência (com índices inferiores aos registrados na segunda fase do programa), a RedeTV! decretou o fim do programa e a dispensa de todos os integrantes da atração. O programa seguiu no ar com edições pré-gravadas e reprises até 21 de maio de 2023, quando saiu do ar em definitivo.

## Elenco

### Apresentadores
- Tatola Godas (2014-2021)
- Dennys Motta (2014-2021)
- Ricardinho Mendonça (2014-2021)
- Ângelo Campos (2014-2021)
- Viny Vieira (2021-2022)
- Júlio Cocielo (2021-2022)
- Victor Sarro (2021-2022)
- Fernanda Keulla (2021-2022)
- Caio Pericinoto (2021-2022)
- Gretchen (2022)
- Narcisa Tamborindeguy (2022)
- Tokinho (2022)
- Marcelo Barbur (Beby) (2022)

## Direção
- Ricardo de Barros (2014-2021)
- João Kléber (2021)
- Rafael Paladia (2021)
- Julio Piconi (2021-2022)
- Marcelo Nascimento (2022)

## Quadros do programa
- Zap Zap - onde eram exibidos os melhores vídeos enviados para a produção do programa por meio do aplicativo para smartphones WhatsApp e outros quadros do programa. Foi o quadro de maior audiência do mesmo.
- Corre que a Polícia Vem Aí
- Os Penetras do Encrenca
- DeadPum
- As Malvadinhas
- Faixa Vermelha
- Meteu a Loka
- 16 Toneladas
- Baile de Favela do Encrenca
- Gibinha do Encrenca
- Fuçadas na Rede
- Torcida
- Canteixon - que foi depois modificado para Segredo Musical.
- O Tosador
- Dança do Caio
- Desafio do Caio
- Os Ninjas
- Escada Rolante - casal apaixonado ou Caio e sua avó atrapalhavam pessoas no final da descida da escada rolante.
- Vovózona
- Volante
- Negócio da China
- Carlão Sabichona
- Fala Grosso
- Frases da Carlão
- Senhora - paródia do viral homônimo,[15] onde Dennys e Ricardinho atuavam respectivamente como repórter e entrevistado. Sempre a personagem entrevistada negava seus erros e saía correndo. A jornalista sempre corria atrás em busca da verdadeira resposta.
- Deu Ruim
- Uma Bicha Foi Detectada - Carlão andava com um "detector de bichas" e quando aparecia um homem o detector apitava.
- Cantadas de mecânico - Carlão e Biscui davam as chamadas cantadas de mecânico.
- Mister Faker
- É ou Não é
- Picolé da Carlão
- Vídeo Encrenca
- Vídeo Encrenca Animal
- Preto Véio
- O Bipolar
- Teste de Honestidade
- Biscui, Profissões
- Samarinha
- Aranhas Angolanas
- RH do Encrenca
- Desafio do Galo
- Bora - conhecida por sua voz grossa, Carla Reis, a Carlão distribuía cantadas pelas ruas de São Paulo, quase sempre não correspondidas.
- Dilma Rousselfie - Paródia da ex-presidente do Brasil que tirava selfies pelas ruas.
- Paga Dez
- Zap Zap Ao Vivo
- Olimpíadas dos Gordinhos
- Casa Comigo?
- O Ombro Amigo
- Vem Comigo
- Aaatchim
- Vídeo Animal
- É Incrível!
- Rolou na Semana
- Imagens Impressionantes
- Corra que a Polícia vem aí
- Desafio de Sábado
- Beijinho, Beijinho e Tchau, Tchau
- Ó o Picolé
- Realidade Virtual
- Sorria, Você Está Sendo Filmado
- O Dino
- Joãozinho
- Pescareca
- Dança do Peru
- Você Decide
- Colou, Levou
- O Apostador
- O Sem Cabeça
- Ô Loco Bicho
- Piada Pronta
- Segredo Musical
- Criança Não Mente
- Expectativa e Realidade
- Segura Aí
- Cê Nunca Fez Isso Não?

## Controvérsias
Fani Pacheco, ex-BBB e integrante do programa, anunciou sua saída do mesmo em novembro de 2014 alegando ter sofrido assédio moral e falta de espaço dado a ela na atração. Com isso, em conversas feitas com a direção da emissora, ela acabou sendo direcionada a participar do elenco do TV Fama.